# Nadja Van Sever
Nadja Van Sever (Tervuren, 6 maart 1965) is een Belgische schrijver van jeugdboeken. Van Sever is onderwijzeres in de Gemeentelijke Basisschool van Tervuren. Ze geeft ook lezingen op maat voor kinderen.
Haar eerste boek, De magische pen, heeft ze samen met alle leerlingen van de school gemaakt. Het is het resultaat van een groot lees- en schrijfbevorderingsproject. Door het voorlezen aan kinderen merkt ze wat hen boeit en haar beroepservaring zorgt ervoor dat haar boeken aanleunen bij de leefwereld van de jeugd. Ze schrijft steeds spannende en aangrijpende boeken rond maatschappelijke thema's zoals leerstoornissen, discriminatie, pesten, de vluchtelingenproblematiek, sterrenkindjes, pleegzorg, ... 